# Suzukaze 20
Il Suzukaze 20 (涼風 fresca brezza), o Omar, è stato un progetto di un rivoluzionario aereo giapponese, citato in un articolo del giornale Japan in the Air il 25 dicembre 1941 ma mai realmente avviato allo sviluppo.

## Storia del progetto
Nel mese di aprile 1941, la rivista giapponese Sora (空- cielo) ha pubblicato una serie di illustrazioni di vari velivoli nella categoria Sogni dei futuri progettisti; successivamente la rivista statunitense Japan in the Air, il 25 dicembre 1941 pubblicò l'immagine e un breve commento del Suzukaze 20. Va ricordato che tra la Francia e il Giappone, sin dal 1919 vi erano stati scambi di informazioni tra istruttori militari francesi e personale dell'aviazione giapponese. È noto il contatto tra il progettista francese Nicolas Roland Payen e rappresentanti militari della Marina imperiale giapponese.
Questo ci aiuta a capire come, pur non essendo noto il progettista, sicuramente il disegno è stato influenzato dal progetto del Payen PA-22, un aereo francese progettato e realizzato nel 1940 Nicolas Roland Payen e dal precedente Payen PA-400 del 1938.
Come il Payen P 22 e il CMASA C.S.15, il Suzukaze 20 è un progetto caratterizzato dalla posizione del pilota molto spostata a poppa, alla base della deriva verticale. Esso presentava ali a pianta triangolare e carrello triciclo posteriore e come il CMASA C.S.15 prevedeva una doppia elica controrotante, inoltre, prevedeva l'uso di armi sulle ali.
I servizi di intelligence americani diedero il nome in codice Omar a quella che probabilmente era solo un'idea e nulla più; curiosamente l'aereo fu riportato sui manuali di riconoscimento militari fino al giugno 1943, quando si comprese che non esisteva alcun aereo giapponese con quelle caratteristiche. In definitiva si può ragionevolmente supporre che si trattasse di un tentativo di depistaggio tecnologico.
Il nome Suzukase è stato anche usato per l'ultimo vascello, dei dieci costruiti, dei cacciatorpediniere Classe Shiratsuyu.

## Tecnica
Dall'osservazione del disegno della rivista giapponese e dal suo testo si evince che il disegno presenta due motori radiali raffreddati ad aria da 1 200 CV, posti in tandem davanti al pilota, capaci di consentire una velocità stimata di 756,39 km/h (470 mph) anche se la disposizione degli scarichi nel disegno della rivista non fa intendere questo.
La rivista sottolinea la somiglianza del Suzukaze 20, specie nella parte motoristica, con il Gee Bee Model Z un noto aereo da competizione americano degli anni 30.

### Sistemi d'arma
Erano previste due mitragliatrici calibro 7,5 mm, una per ogni ala, e probabilmente un cannone da 20 mm che sparava attraverso il mozzo dell'elica.